# Janošik
Janošik (in serbo: Јаношик, in slovacco: Jánošík, in ungherese: Újsándorfalva) è un villaggio della Serbia situato nella municipalità di Alibunar nel distretto del Banato Meridionale, nella provincia di Voivodina.

## Popolazione
La cittadina è popolata prevalentemente dagli Slovacchi e conta 1 171 abitanti (censimento del 2002).
- 1961: 1 467 abitanti
- 1971: 1 488 abitanti
- 1981: 1 372 abitanti
- 1991: 1 225 abitanti
- 2002: 1 171 abitanti